# 红蒌菌属
红蒌菌属（學名：Rhodocista）是光合细菌下的紫色非硫细菌，是固氮螺菌科的一属革兰氏染色阴性菌。细胞呈弧形到螺旋型。该属的模式种为世纪红娄菌（Rhodocista centenaria）。

## 下属物种
- 世纪红娄菌 Rhodocista centenaria Kawasaki et al., 1994
- 北京红娄菌 Rhodocista pekingensis Zhang et al., 2003